# Union du peuple alsacien
L’Union du peuple alsacien (UPA) (Elsässische Volksunion en allemand/alsacien) est un parti politique autonomiste alsacien créé en 1988 et qui a fusionné en 2009 avec Fer's Elsass pour former le parti Unser Land.

## Présentation
La création de l’Union du Peuple Alsacien/Elsässische Volksunion remonte au printemps de l’année 1988. 
À sa source se trouve une majorité de militants : linguistiques, venant du Cercle René Schickele pour la plupart ; fédéralistes européens et autonomistes, en provenance de Rot un Wiss.
À cette époque, l'équipe formée anticipe une disparition des antagonismes traditionnels gauche/droite dans la classe politique française et espère saisir cette occasion pour recentrer le débat politique en Alsace autour des thèmes de la revendication autonomiste. Dans leur texte fondateur, ils proclament : « Cessons de déléguer aux partis parisiens, au nationalisme étriqué, la défense de nos droits et de nos intérêts, défendons-les nous-mêmes au sein d’une organisation politique spécifiquement alsacienne. Nous en avons assez de subir et d’être traités en citoyens de second rang. Nous voulons pouvoir décider chez nous et retrouver ainsi notre dignité. ».L'Union du Peuple Alsacien est un parti autonomiste. Ses dirigeants définissent l'autonomie comme un statut particulier permettant à l'Alsace de disposer, au sein de la République française, d'un pouvoir législatif, économique et culturel pour toutes les questions locales. Les pouvoirs dits régaliens (armée, monnaie, politique étrangère) restant exercés par le pouvoir central. Si officiellement, elle refuse de se classer dans l'échiquier politique traditionnel, l'Union du Peuple Alsacien est de tendance chrétienne-démocrate. Certains de ses membres se classent ouvertement à gauche. Le parti est membre de la fédération Régions et peuples solidaires.
La première grande campagne électorale à laquelle participe l’UPA/EVU sera  celle des élections régionales de mars 1992. L’UPA/EVU présente une liste sur le département du Bas-Rhin. Cette liste est baptisée « Autonomie alsacienne ». Sur les 10 listes en présence, la liste « Autonomie alsacienne » arrive en 8e position, avec 7 405 voix, soit 1,85 % des suffrages exprimés.
Aux législatives de 1993, l’UPA ne présente qu’un seul candidat : Marcel Schmitt, conseiller municipal de Schweighouse-sur-Moder. Il défend les couleurs autonomistes dans la circonscription de Haguenau où il réunit 8,6 % des suffrages (soit près de 4 800 voix).
Aux cantonales de 1994, le nombre de candidats augmente: Marcel Schmitt réalise 11 % dans le canton de Haguenau. Dans le canton de Hirsingue, Martin Hell obtient 4 % des suffrages.
Aux élections européennes de 1994, l'UPA est présente sur la liste "Régions et Peuples Solidaires" conduite par le Corse Max Simeoni. La liste n'obtient que 0,4 % des voix.
Aux législatives de 1997, le parti présente 6 candidats, mais les scores sont en recul : à Haguenau, Marcel Schmitt réalise 3,13 %. Dans la circonscription de Thann-Altkirch, le président de l'UPA, Martin Hell atteint 1,71 %. Scores similaires pour Michel Jotz (Saverne), François Waag (Sélestat), Bruno Wolff (Wissembourg). 

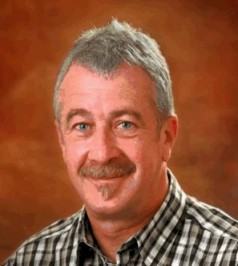
Daniel Willmé, président de l'UPA

Aux élections régionales de 1998, l'Union du Peuple Alsacien présente une nouvelle liste dans le Bas-Rhin autour d'André Ohresser. Le message autonomiste est moins perceptible dans les affiches et la propagande électorale. La liste obtient 5 228 voix soit un pourcentage de 1,53 %. Dans le Haut-Rhin, l'Union du Peuple Alsacien fait liste commune avec celle du Mouvement écologiste indépendant d'Antoine Waechter. Cette liste recueille 11 339 voix, soit 4,76 % des suffrages.
Aux législatives de 2002, le parti présente 4 candidats. Bruno Wolff atteint le meilleur score avec 1,50 % des suffrages exprimés dans la circonscription de Wissembourg.
Aux cantonales de 2004, un seul candidat est présenté. Il atteint 1,68 % dans le canton de Wœrth.
Aux législatives de 2007, Daniel Willmé, le président de l'Union du Peuple Alsacien, réalise le score de 1,81 % dans la circonscription de Thann-Altkirch.
Aux municipales de 2008, Marcel Schmitt, membre de l'UPA, est élu de peu maire de Schweighouse-sur-Moder sous l'étiquette "Schweighouse Autrement".
2009 : Jean-Georges Trouillet remplace Daniel Willmé au poste de président de l'UPA. Le mouvement, qui se prononce pour la fermeture de la centrale nucléaire de Fessenheim est également présent à la manifestation anti-nucléaire de Colmar du 3 octobre 2009. 
Fin 2009, le parti prend une nouvelle dénomination à la suite de sa fusion avec le mouvement Fer's Elsass. Désormais, il s'appelle Unser Land.
Le parti rejoint la liste Europe Écologie Alsace sous le nom Unser Land et y place un représentant (Richard Weiss). Placé en huitième position pour le Haut-Rhin, celui-ci n'est pas retenu pour figurer sur la liste commune constituée par les partis de gauche en vue du deuxième tour.